# Friedrich Georg Weitsch
Friedrich Georg Weitsch (Braunschweig, 8 de agosto de 1758 — Berlim, 30 de maio de 1828) foi um pintor alemão, retratista da corte e diretor da Academia de Arte de Berlim. Friedrich começou seu treinamento artístico com seu pai, "Pascha" Johann Friedrich Weitsch (1723-1803). Depois de viajar para Amsterdã e Itália entre 1784 e 1787, ele voltou para casa, para sua cidade natal.
Em 1794 tornou-se membro da Academia de Arte de Berlim, e em 1978 virou diretor, sucedendo Bernhard Rode. Friedrich se casou em 1794 e não teve filhos. Morreu em 1828, em Berlim.

## Obra
Seu trabalho inclui paisagens, história e pintura religiosa, e retratos de autoridades reais e civis - o último deles mostrou a influência de Anton Graff. Alguns dos seus trabalhos estão no Museu Herzog Anton Ulrich, no Museu Städtisches e no Braunschweigisches Landesmuseum, todos em Braunschweig. Ele pintou um retrato de Alexander von Humboldt e uma paisagem imaginada com Humboldt e Aimé Bonpland no Equador.

## Galeria

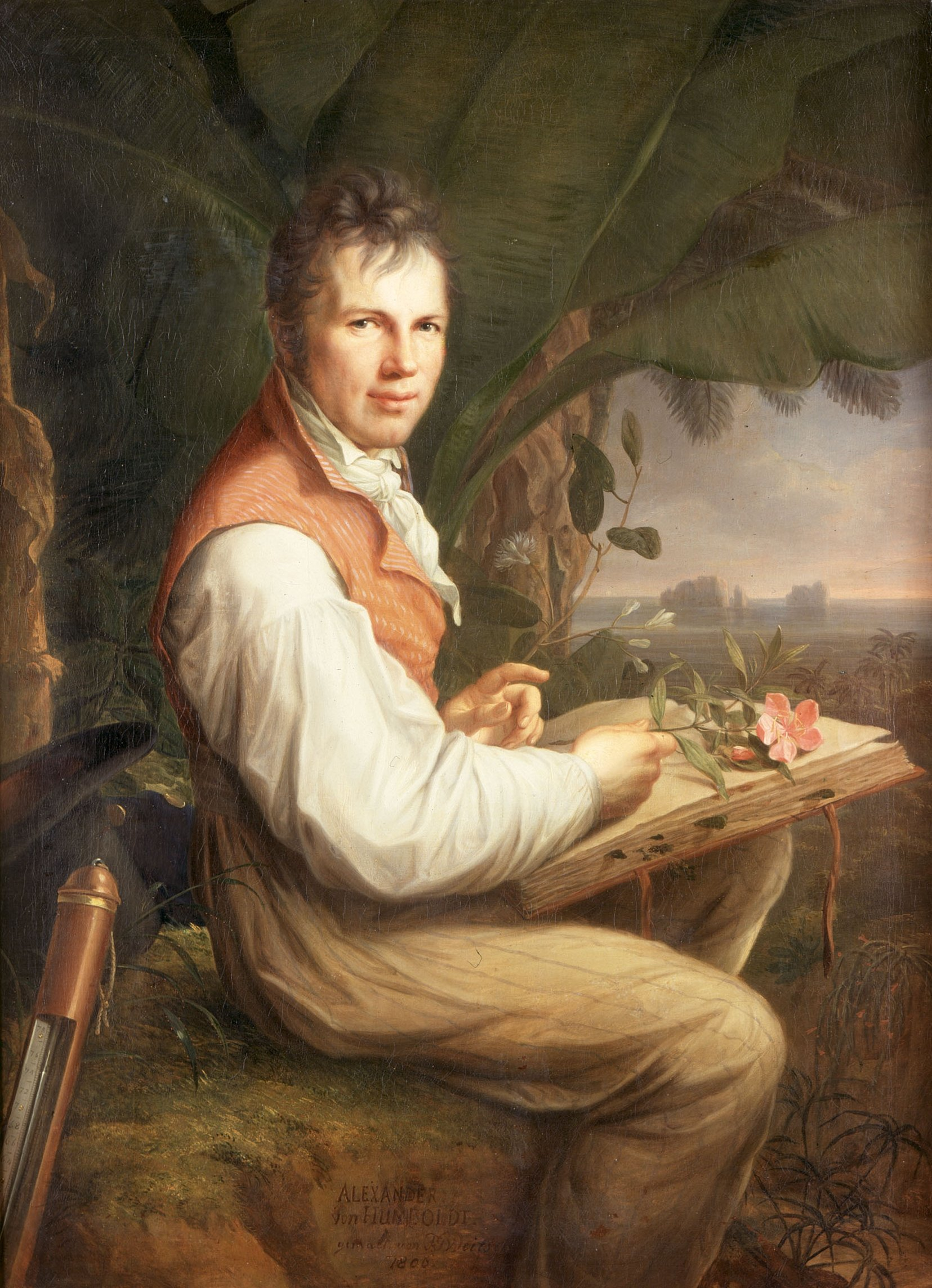
Alexander von Humboldt (1806). À mostra na Alte Nationalgalerie.
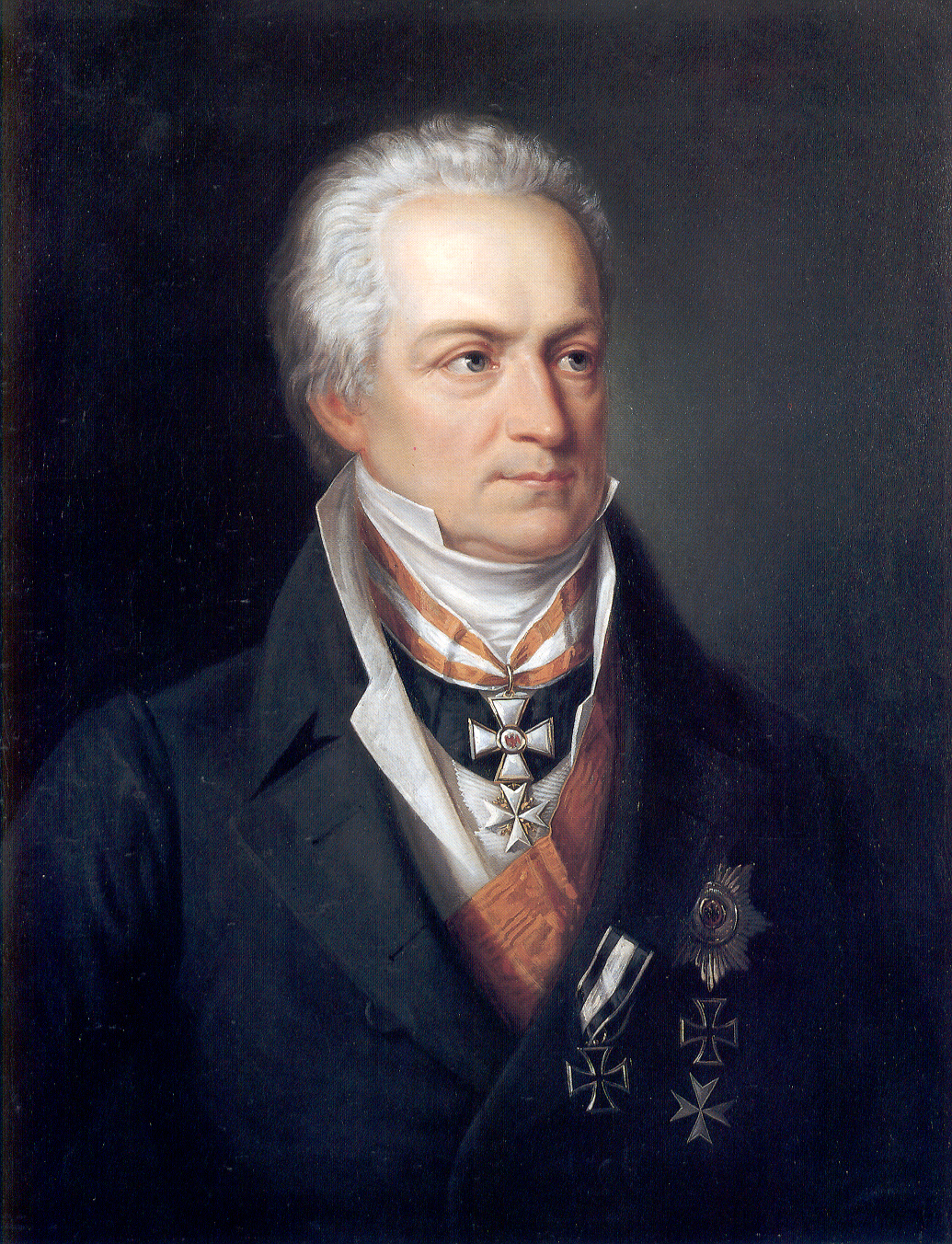
Karl August von Hardenberg, pós 1822